# 키미지마 토와코
키미지마 토와코(君島 十和子, きみじま とわこ, 1966년 5월 30일~)는 일본의 도쿄도 도시마구 출신의 사업가이며 전직 여자 배우·전 모델이며 본명은 요시카와 토와코이다. 일본여자대학부속고등학교를 졸업했다.
영화·텔레비전 등의 여배우 활동을 거쳐 키미지마 아키라와 약혼을 발표하고, 연예계를 은퇴했다. 시아버지인 키미지마 이치로가 남겨 준 회사의 어려운 경영 등에도 관여하면서 두 아이를 출산, 육아를 했다. 자신의 활동을 통해 패션지와 여성지에서 자신의 이름을 딴 옷과 화장품 브랜드 프로듀싱도 가지고 있다.
그녀의 딸인 란제 케이토는 현재 다카라즈카 가극단에서 배우로 활동중인데 어찌된 일인지 키 170cm의 장신임에도 불구하고 남성역에서 아가씨역으로 포지션을 변경했다. 이 정도 체격인데 아가씨 역을 담당하는 것은 다카라즈카 가극단에서도 굉장히 특이한 사례이다.

## 약력
- 일본 여자 대학 부속 도요아케 유치원에 입원, 부속 고등 학교까지 진학.
- 중학 시절에는 『 mc Sister』의 모델 활동을 하고 있었다.
- 일본여자대학부속고등학교 3학년 때"'85JAL오키나와 캠페인 걸"에 뽑혀모델 데뷔.
- 1986년 『 JJ』의 전속 모델이 된다.
- 1988년 NHK은하 TV소설 『 신바시 카라스 모리 입 청춘 편 』에서 신참 여배우. 이후 영화·텔레비전·무대가 폭넓게 활약한다.
- 1995년 12월 11일, 디자이너의 키미지마 이치로의 서자인 키미지마(구성:사토)명(현·예행)과의 입적을 발표, 연예계를 은퇴.
- 1997년 장녀를 2001년 차녀를 출산하고 그 뒤 남편이 대표를 맡은 키미지마 인터내셔널 슈퍼바이저로 활동했으며, 또는 스스로의 화장품 브랜드"후에리-치에 토와코·화장품"의 프로듀싱을 하고 있다.

## 출연작

### 영화
- 야쿠자의 아내들: 삼대목저(1989년)
- 여제 가스가노쓰보네(1990년) - 오강여 역
- 고지라 vs 대우주 고질라(1994년) - 곤도 치나츠 박사 역
- 대실연.(1995년)

### TV드라마
- 탐정 사무소(1995년)